# Anolis granuliceps
Anolis granuliceps — вид ігуаноподібних ящірок родини анолісових (Dactyloidae). Мешкає в Колумбії і Еквадорі.

## Поширення і екологія
Anolis granuliceps мешкають на тихоокеанському узбережжі Колумбії та північно-західного Еквадору. Вони живуть у вологих тропічних лісах, на висоті до 800 м над рівнем моря.